# Cittadella di Corte
La cittadella di Corte (Citadelle de Corte in francese) è una fortificazione che domina la cittadina còrsa di Corte. La fortificazione è stata classificata nel registro dei monumenti storici di Francia il 10 agosto 1977.

## Storia
Nel 1419 il feudatario còrso Vincentello d'Istria, per combattere i genovesi, fece costruire un castello sulla rocca che dominava il villaggio di Corte, situato in posizione strategica lungo la strada tra Bastia ed Ajaccio.
Nel 1730, in seguito ad una rivolta scoppiata a Corte la guarnigione genovese costretta alla resa. Sedici anni più tardi fu espugnata dai còrsi guidati da Gian Pietro Gaffori. La cittadella tornò nelle mani dei genovesi nel 1753.
Dopo la conquista francese della Corsica nel 1769 il nuovo governatore, il conte di Vaux, fece rafforzare la cittadella cortenese con delle fortificazioni secondo i canoni di Vauban.
Dal 1962 al 1983 ha ospitato una caserma della legione straniera.

## Complesso
Il complesso della cittadella di Corte ospita al suo interno varie istituzioni culturali tra cui:
- Museo della Corsica
- Fondo regionale d'arte contemporanea della Corsica (FRACORSE)
- Centro di cultura scientifica e tecnica della Corsica (CCSTI)
- Polo turistico del centro della Corsica